# Перелік пам'яток історії Ковельського району
У Ковельському районі Волинської області станом на 2008 р. нараховується 75 пам'яток історії.
| №№ п/п | Охорон ний номер | Місцезнаходження пам’ятника, його адреса | Найменування пам’ятника                                                                                  | Датування          | Автор                                                   | Дата спорудження | Дата і № рішення облвиконкому (адміністрації), постанови Кабінету Міністрів України про взяття пам’ятника під охорону | На чиєму утриманні знаходиться   |
| ------ | ---------------- | ---------------------------------------- | --- | ------------------ | ------------------------------------------------------- | ---------------- | --- | -------------------------------- |
| 1.     | 892              | С. Бахів                                 | Могила радянських громадян єврейської національності                                                     | 1943               |                                                         | 1991             | 265-р від 24.12.91 р.                                                                                                 | Виконкому Дубівської с/р         |
| 2.     | 121              | С. Білашів                               | Могила братська радянських воїнів                                                                        | 1944               | Львівська кераміко-скульптурна фабрика                  | 1956             | 360-р від 04.08.69 р.                                                                                                 | Виконкому Білашівської с/р       |
| 3.     | 475              | С. Білашів                               | Пам’ятник землякам                                                                                       | 1941—1945          | Львівська кераміко-скульптурна фабрика                  | 1974             | 457-р від 16.10.78 р.                                                                                                 | Виконкому Білашівської с/р       |
| 4.     | 113              | С. Білин                                 | Пам’ятник землякам                                                                                       | 1941—1945          | Львівська кераміко-скульптурна фабрика                  | 1969             | 360-р від 04.08.69 р.                                                                                                 | Виконкому Білинської с/р         |
| 5.     | 699              | С. Білин, на кладовищі                   | Могила льотчика Некрасова О. П.                                                                          | 1944               |                                                         | 1982             | 267-р від 25.08.86 р.                                                                                                 | Виконкому Білинської с/р         |
| 6.     | 164              | С. Білин                                 | Могила невідомого радянського воїна                                                                      | 1944               |                                                         |                  | 415-р від 22.06.99 р.                                                                                                 | Виконкому Білинської с/р         |
| 7.     | 114              | С. Велицьк                               | Пам’ятник землякам                                                                                       | 1941—1945          | Львівська кераміко-скульптурна фабрика                  | 1960             | 360-р від 04.08.69 р.                                                                                                 | Виконкому Велицької с/р          |
| 8.     | 894              | С. Велицьк                               | Могила братська радянських льотчиків                                                                     | 1944               |                                                         | 1991             | 265-р від 24.12.91 р.                                                                                                 | Виконкому Велицької с/р          |
| 9.     | 714              | С. Гішин                                 | Могила братська невідомих радянських воїнів                                                              | 1944               |                                                         | 1985             | 267-р від 25.08.86 р.                                                                                                 | Виконкому Доро-тищенської с/р    |
| 10.    | 123              | Смт. Голоби                              | Могили братські (3) радянських воїнів                                                                    | 1944               | Львівська кераміко-скульптурна фабрика, місцеві майстри | 1949             | 360-р від 04.08.69 р.                                                                                                 | Виконкому Голобської сел./р      |
| 11.    | 122              | Смт. Голоби                              | Могила Бенделіані Ч. К. – Героя Радянського Союзу                                                        | 1944               | Місцеві майстри                                         | 1948             | 360-р від 04.08.69 р.                                                                                                 | Виконкому Голобської сел./р      |
| 12.    | 436              | Смт. Голоби                              | Пам’ятник землякам                                                                                       | 1941—1945          | Місцеві майстри                                         | 1965             | 360-р від 04.08.69 р.                                                                                                 | Виконкому Голобської сел./р      |
| 13.    | 700              | Смт. Голоби, на кладовищі                | Могила братська партизан, серед яких поховано Мартинюка Г. Ф.                                            | 1944               |                                                         | 1960             | 267-р від 25.08.86 р.                                                                                                 | Виконкому Голобської сел./р      |
| 14.    | 476              | С. Городище                              | Пам’ятник землякам                                                                                       | 1941—1945          | Львівська кераміко-скульптурна фабрика                  | 1975             | 457-р від 16.10.78 р.                                                                                                 | Виконкому Городищенської с/р     |
| 15.    | 893              | С. Городище                              | Могила братська радянських воїнів                                                                        | 1944               | Місцеві майстри                                         | 1991             | 265-р від 24.12.91 р.                                                                                                 | Виконкому Городищенської с/р     |
| 16.    | 477              | С. Доротище                              | Пам’ятник землякам                                                                                       | 1941—1945          | Львівська кераміко-скульптурна фабрика                  | 1975             | 457-р від 16.10.78 р.                                                                                                 | Виконкому Доротищенської с/р     |
| 17.    | 115              | С. Дроздні                               | Пам’ятник землякам                                                                                       | 1941—1945          | Місцеві майстри                                         | 1966             | 360-р від 04.08.69 р.                                                                                                 | Виконкому Дрозднівської с/р      |
| 18.    | 116              | С. Дубове                                | Пам’ятник землякам                                                                                       | 1941—1945          | Львівська кераміко- скульптурна фабрика                 | 1967             | 360-р від 04.08.69 р.                                                                                                 | Виконкому Дубівської с/р         |
| 19.    | 795              | С. Дубове                                | Пам’ятний знак на місці подвигу Героя Радянського Союзу Олійника В. К.                                   | 1944               |                                                         | 1987             | 103-р від 25.04.88 р.                                                                                                 | Виконкому Біла- шівської с\р     |
| 20.    | 641              | С. Зелена, біля лісу                     | Пам’ятник на місці бою 175-ї стрілецької дивізії з фашистами при визволенні Ковеля                       | 1944               |                                                         | 1985             | 267-р від 25.08.86 р.                                                                                                 | Виконкому Біла- шівської с\р     |
| 21.    | 642              | С. Зелена, в лісі                        | Могила братська (11) радянських воїнів, серед яких поховано Кривобокова М. А.                            | 1944               | Місцеві майстри                                         | 1974             | 267-р від 25.08.86 р.                                                                                                 | Виконкому Біла- шівської с\р     |
| 22.    | 701              | С. Зелена, в лісі                        | Могила братська (5) радянських воїнів                                                                    | 1944               |                                                         | 1961             | 267-р від 25.08.86 р.                                                                                                 | Виконкому Біла- шівської с\р     |
| 23.    | 702              | С. Зелена, в лісі                        | Могила братська (4) радянських воїнів                                                                    | 1944               |                                                         | 1985             | 267-р від 25.08.86 р.                                                                                                 | Виконкому Біла- шівської с\р     |
| 24.    | 703              | С. Зелена, в лісі біля дороги            | Могила братська (2) радянських воїнів-танкістів                                                          | 1944               |                                                         | 1985             | 267-р від 25.08.86 р.                                                                                                 | Виконкому Біла- шівської с\р     |
| 25.    | 704.             | С. Зелена, в лісі                        | Могила братська радянських воїнів (2)                                                                    | 1944               |                                                         | 1985             | 267-р від 25.08.86 р.                                                                                                 | Виконкому Білашівської с/р       |
| 26.    | 705              | С. Кашівка, на кладовищі                 | Могила гвардії сержанта Кулісова М. А.                                                                   | 1944               |                                                         | 1978             | 267-р від 25.08.86 р.                                                                                                 | Виконкому Підрізької с/р         |
| 27.    | 348              | С. Козлиничі                             | Пам’ятник землякам                                                                                       | 1941—1945          | Львівська кераміко-скульптурна фабрика                  | 1974             | 477-р від 28.11.75 р.                                                                                                 | Виконкому Коз-линичівської с/р   |
| 28.    | 617              | С. Колодниця                             | Могила братська партизан                                                                                 | 1944               |                                                         | 1975             | 65-р від 10.02.82 р.                                                                                                  | Виконкому Білинської с/р         |
| 29.    | 574              | С. Колодниця                             | Могила Лаховського Ф. С.                                                                                 | 1944               | Львівська кераміко-скульптурна фабрика                  | 1975             | 65-р від 10.02.82 р.                                                                                                  | Виконкому Білинської с/р         |
| 30.    | 112              | С. Колодяжне                             | Садиба Лесі Українки                                                                                     | 1881—1907          |                                                         | 1949             | Постанова КМУ № 1761від 27.12.01 р.                                                                                   | Волинського краєзнавчого музею   |
| 31.    | 112              | С. Колодяжне                             | Будинок, де жила Леся Українка (“сірий будинок Косачів”)                                                 | 1890; 1949 (копія) | Місцеві майстри                                         | 1956             | Постанова КМУ № 1761від 27.12.01 р.                                                                                   | Волинського краєзнавчого музею   |
| 32.    | 112              | С. Колодяжне                             | Будинок, де жила Леся Українка (“білий будинок Косачів”)                                                 | 1890; 1949 (копія) | Місцеві майстри                                         | 1956             | Постанова КМУ № 1761від 27.12.01 р.                                                                                   | Волинського краєзнавчого музею   |
| 33.    | 349              | С. Колодяжне                             | Пам’ятник землякам                                                                                       | 1941—1945          | Львівська кераміко-скульптурна фабрика                  | 1972             | 177-р від 28.11.76 р.                                                                                                 | Виконкому Коло- дяжненської с\р  |
| 34.    | 896              | С. Колодяжне, біля залізниці             | Могила невідомого радянського воїна                                                                      | 1944               |                                                         | 1991             | 265-р від 24.12.91 р.                                                                                                 | Виконкому Коло- дяжненської с\р  |
| 35.    | 897              | С. Колодяжне, на кладовищі               | Могила невідомого радянського воїна                                                                      | 1944               |                                                         | 1991             | 265-р від 24.12.91 р.                                                                                                 | Виконкому Коло- дяжненської с\р  |
| 36.    | 898              | С. Колодяжне, на кладовищі               | Могила радянського воїна Косенкова                                                                       | 1944               |                                                         | 1991             | 265-р від 24.12.91 р.                                                                                                 | Виконкому Коло- дяжненської с\р  |
| 37.    | 478              | С. Кричевичі                             | Пам’ятник землякам                                                                                       | 1941—1945          | Львівська кераміко-скульптурна фабрика                  | 1975             | 457-р від 16.10.78 р.                                                                                                 | Виконкому Кри-чевичівської с/р   |
| 38.    | 124              | С. Любитів                               | Могили братські (2) радянських воїнів                                                                    | 1941               | Львівська кераміко-скульптурна фабрика                  | 1956             | 360-р від 04.08.69 р.                                                                                                 | Виконкому Любитівської с/р       |
| 39.    | 117              | С. Любитів                               | Пам’ятник землякам                                                                                       | 1941—1945          | Львівська кераміко-скульптурна фабрика                  | 1967             | 360-р від 04.08.69 р.                                                                                                 | Виконкому Любитівської с/р       |
| 40.    | 706              | С. Любитів, на кладовищі                 | Могила революціонерки Аліксієвської Є. З.                                                                | 1945               |                                                         | 1980             | 267-р від 25.08.86 р.                                                                                                 | Виконкому Любитівської с\р       |
| 41.    | 895              | С. Любитів                               | Могила старшого лейтенанта Торопова                                                                      | 1944               |                                                         | 1991             | 265-р від 24.12.91 р.                                                                                                 | Виконкому Любитівської с\р       |
| 42.    | 118              | С. Майдан                                | Пам’ятник землякам                                                                                       | 1941—1945          | Львівська кераміко-скультурна фабрика                   | 1967             | 360-р від 04.08.69 р.                                                                                                 | Виконкому Ново-мосирської с/р    |
| 43.    | 125              | С. Мельниця                              | Могили братські радянських воїнів (6)                                                                    | 1944               | Місцеві майстри                                         | 1956             | 360-р від 04.08.69 р.                                                                                                 | Виконкому Мельницької с/р        |
| 44.    | 273              | С. Мельниця                              | Пам’ятник землякам                                                                                       | 1941—1945          | Чайка Я. І.                                             | 1970             | 176-р від 10.05.73 р.                                                                                                 | Виконкому Мельницької с/р        |
| 45.    | 827              | С. Мельниця                              | Могила 1200 радянських громадян єврейської національності                                                | 1942               |                                                         |                  | 88-р від 09.04.90 р.                                                                                                  | Виконкому Мельницької с/р        |
| 46.    | 156              | С. Мельниця                              | Могила радянського воїна-водія                                                                           | 1944               |                                                         |                  | 415-р від 22.06.99 р.                                                                                                 | Виконкому Мельницької с/р        |
| 47.    | 572              | С. Мощена                                | Пам’ятник землякам                                                                                       | 1941—1945          | Макогоненко А.                                          | 1977             | 65-р від 10.02.82 р.                                                                                                  | Виконкому Мощенської с/р         |
| 48.    | 794              | С. Мощена                                | Пам’ятний знак на місці подвигу Героя Радянського Союзу Зеленського Г. М.                                | 1944               |                                                         | 1987             | 103-р від 25.04.88 р.                                                                                                 | Виконкому Мощенської с/р         |
| 49.    | 479              | С. Новий Мосир                           | Пам’ятник землякам                                                                                       | 1941—1945          | Львівська кераміко-скульптурна фабрика                  | 1975             | 457-р від 16.10.78 р.                                                                                                 | Виконкому Ново-мосирської с/р    |
| 50.    | 126              | С. Облапи                                | Могили братські радянських воїнів (2), в одній з яких поховано Героя Радянського Союзу Г. М. Зеленського | 1944               | Львівська кераміко-скульптурна фабрика                  | 1956             | 360-р від 04.08.69 р.                                                                                                 | Виконкому Облапської с/р         |
| 51.    | 793              | С. Облапи                                | Пам’ятний знак на місці подвигу Героїв Радянського Союзу Подко-лоднова В. Г. і Смирнова В. А.            | 1944               |                                                         | 1987             | 103-р від 25.04.88 р.                                                                                                 | Виконкому Облапської с/р         |
| 52.    | 350              | С. Підріжжя                              | Пам’ятник землякам                                                                                       | 1941—1945          | Львівська кераміко-скульптурна фабрика                  | 1974             | 477-р від 28.11.75 р.                                                                                                 | Виконкому Підрізької с/р         |
| 53.    | 569              | С. Пісочне                               | Пам’ятник землякам                                                                                       | 1941—1945          | Фліт П. Б.                                              | 1974             | 65-р від 10.02.82 р.                                                                                                  | Виконкому Пісочненської с/р      |
| 54.    | 707              | С. Пісочне, на кладовище                 | Могила братська (6) радянських воїнів                                                                    | 1944               |                                                         | 1985             | 267-р від 25.08.86 р.                                                                                                 | Виконкому Пісочненської с/р      |
| 55.    | 825              | С. Пісочне, на кладовищі                 | Могила двох невідомих радянських воїнів                                                                  | 1944               | Місцеві майстри                                         |                  | 88-р від 09.04.90 р.                                                                                                  | Виконкому Пісочненської с/р      |
| 56.    | 826              | С. Пісочне, на кладовищі                 | Могила рядового Лискіна Г. С.                                                                            | 1944               |                                                         |                  | 88-р від 09.04.90 р.                                                                                                  | Виконкому Пісочненської с/р      |
| 57.    | 437              | С. Поворськ                              | Пам’ятник землякам                                                                                       | 1941—1945          | Місцеві майстри                                         | 1966             | 360-р від 04.08.69 р.                                                                                                 | Виконкому Поворської с/р         |
| 58.    | 132              | С. Поворськ                              | Могила розстріляних євреїв                                                                               | 1942               |                                                         |                  | 415-р від 22.06.99 р.                                                                                                 | Виконкому Поворської с/р         |
| 59.    | 119              | С. Поповичі                              | Пам’ятник землякам                                                                                       | 1941—1945          | Львівська кераміко-скульптурна фабрика                  | 1960             | 360-р від 04.08.69 р.                                                                                                 | Виконкому Попо-вичівської с/р    |
| 60.    | 573              | С. Радошин                               | Пам’ятник землякам                                                                                       | 1941—1945          | Львівська кераміко-скульптурна фабрика                  | 1977             | 65-р від 10.02.82 р.                                                                                                  | Виконкому Радошинської с/р       |
| 61.    | 792              | С. Радошин                               | Пам’ятний знак на місці подвигу Героя Радянського Союзу Бенделіані Ч. К.                                 | 1944               | Посікіра М.                                             | 1987             | 103-р від 25.04.88 р.                                                                                                 | Виконкому Радошинської с/р       |
| 62.    | 346              | С. Рокитниця                             | Могила братська комсомолок                                                                               | 1946               | Місцеві майстри                                         | 1965             | 477-р від 28.11.75 р.                                                                                                 | Виконкому Любитівської с/р       |
| 63.    | 708              | С. Рокитниця, на кладовищі               | Могила братська радянських воїнів                                                                        | 1944               |                                                         | 1985             | 267-р від 25.08.86 р.                                                                                                 | Виконкому Любитівської с/р       |
| 64.    | 127              | С. Свидники                              | Пам’ятник воїнам, що загинули під час І світової війни                                                   | 1918               |                                                         | 1918             | 360-р від 04.08.69 р.                                                                                                 | Виконкому Поповичівської с/р     |
| 65.    | 351              | С. Сільце                                | Пам’ятник землякам                                                                                       | 1941—1945          | Львівська кераміко-скульптурна фабрика                  | 1972             | 477-р від 28.11.75 р.                                                                                                 | Виконкому Велицької с/р          |
| 66.    | 571              | С. Скулин                                | Пам’ятник землякам                                                                                       | 1941—1945          | Львівська кераміко-скульптурна фабрика                  | 1978             | 65-р від 10.02.82 р.                                                                                                  | Виконкому Білинської с/р         |
| 67.    | 347              | С. Старий Мосир                          | Могили братські радянських воїнів (2)                                                                    | 1944               | Місцеві майстри                                         | 1955             | 477-р від 28.11.75 р.                                                                                                 | Виконкому Новомосирської с/р     |
| 68.    | 480              | С. Старі Кошари                          | Пам’ятник землякам                                                                                       | 1941—1945          | Львівська кераміко-скульптурна фабрика                  | 1975             | 457-р від 16.10.78 р.                                                                                                 | Виконкому Староко-шарівської с/р |
| 69.    | 120              | С. Тойкут                                | Пам’ятник землякам                                                                                       | 1941—1945          | Місцеві майстри                                         | 1967             | 360-р від 04.08.69 р.                                                                                                 | Виконкому Зарічанської с/р       |
| 70.    | 128              | С. Уховецьк                              | Могила братська радянських воїнів                                                                        | 1944               | Львівська кераміко-скульптурна фабрика                  | 1957, рек. 1984  | 360-р від 04.08.69 р.                                                                                                 | Виконкому Уховецької с/р         |
| 71.    | 709              | С. Уховецьк, на тракторній бригаді       | Могила братська комсомольців                                                                             | 1932               |                                                         | 1986             | 267-р від 25.08.86 р.                                                                                                 | Виконкому Уховецької с/р         |
| 72.    | 710              | С. Уховецьк, на кладовищі                | Могила членів КПЗУ Васюти А. А, Васюти С. А.                                                             | 1934               |                                                         | 1985             | 267-р від 25.08.86 р.                                                                                                 | Виконкому Уховецької с/р         |
| 73.    | 711              | С. Уховецьк, на кладовищі                | Могила Васюти М. А.                                                                                      | 1943               |                                                         | 1985             | 267-р від 25.08.86 р.                                                                                                 | Виконкому Уховецької с/р         |
| 74.    | 712              | С. Уховецьк,                             | Могила Васюти П. В.                                                                                      | 1979               |                                                         | 1985             | 267-р від 25.08.86 р.                                                                                                 | Виконкому Уховецької с/р         |
| 75.    | 713              | С. Черемошне, на кладовище               | Могила братська (2) невідомих радянських воїнів                                                          | 1944               |                                                         | 1985             | 267-р від 25.08.86 р.                                                                                                 | Виконкому Кричевичівської с/р    |
|        |                  |                                          | |                    |                                                         |                  | |                                  |

## Джерело
- Пам’ятки Волинської області